# 山景葶苈
山景葶苈（学名：Draba oreodoxa）为十字花科葶苈属下的一个种。

## 扩展阅读
- 維基物種上的相關：山景葶苈